# Bomullsskinn
Bomullsskinn (Tylospora fibrillosa) är en svampart som först beskrevs av Edward Angus Burt, och fick sitt nu gällande namn av Donk 1960. Bomullsskinn ingår i släktet Tylospora och familjen Atheliaceae.  Arten är reproducerande i Sverige. Inga underarter finns listade i Catalogue of Life.